# Cenocentrum tonkinense
Cenocentrum tonkinense är en malvaväxtart som beskrevs av François Gagnepain. Cenocentrum tonkinense ingår i släktet Cenocentrum och familjen malvaväxter. Inga underarter finns listade i Catalogue of Life.